# Condado de Bath (Kentucky)
O Condado de Bath é um dos 120 condados do estado americano de Kentucky. A sede do condado é Owingsville, e sua maior cidade é Owingsville. O condado possui uma área de 278,80 milha quadradas (722,1 km2) de terra, uma população de 12 750 habitantes, e uma densidade populacional de 45.7 habitantes por milha² (17.6 hab/km²) (segundo o censo dos Estados Unidos de 2020). O condado foi fundado em 1811.